# دستکش

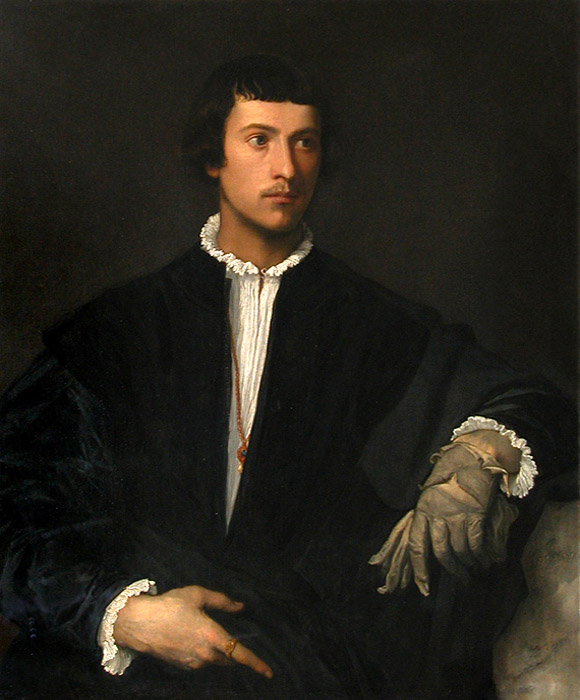
مرد و دستکش اثر تیسین

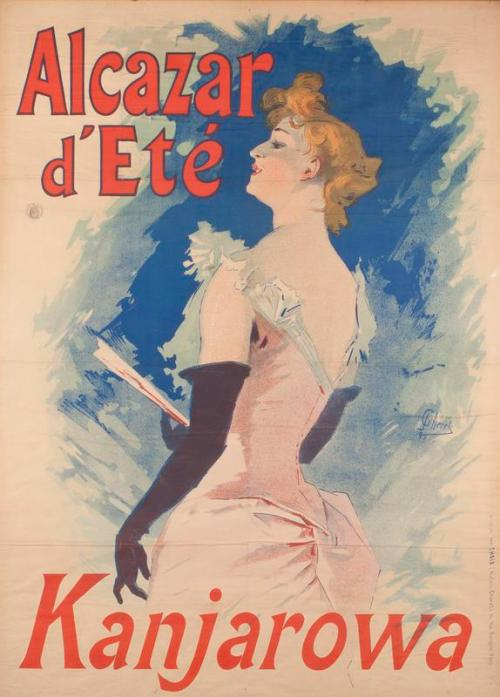
دستکش‌های بلند زنانه در یک پوستر آلکازار دته

دستکش پوششی است که دست را می‌پوشاند و برای هر انگشت از جمله شست غلاف یا دهانه‌های جداگانه دارد. دستکش‌ها دست‌ها را در برابر سرما یا گرما، آسیب‌های ناشی از اصطکاک، ساییدگی یا مواد شیمیایی و بیماری‌ها محافظت می‌کنند. همچنین محافظی هستند در برابر آنچه که دست برهنه نباید لمس کند.
دستکش‌ها از موادی از جمله پارچه، پشم بافتنی یا نمدی، چرم، لاستیک، لاتکس (برای زنانه)، نئوپرن، ابریشم و گاهی فلز ساخته می‌شوند. دستکش‌های کولار از پوشنده در برابر بریدگی محافظت می‌کنند. دستکش‌ها همچنین بخش‌هایی جدایی‌ناپذیر از پوشاک فشار و پوشاک فضانوردی نیز هستند.
دستکش‌های یکبار مصرف لاتکس، لاستیک و… بیشتر توسط متخصصان مراقبت‌های بهداشتی به عنوان پیش‌نیاز بهداشتی و محافظ در برابر آلودگی مورد بهره‌برداری قرار می‌گیرند. افسران پلیس نیز بیشتر آن‌ها را برای کار در صحنه‌های جرم می‌پوشند تا از خرابی شواهد موجود در صحنه پیشگیری کنند. بسیاری از مجرمان نیز برای پیشگیری از به‌جا گذاشتن اثر انگشت، دستکش می‌پوشند که کار پلیس را دشوارتر می‌کند. با این حال، گاهی خود دستکش‌ها می‌توانند اثری از خود بر جای بگذارند که به اندازه اثر انگشت انسان منحصربه‌فرد است.

## تاریخچه

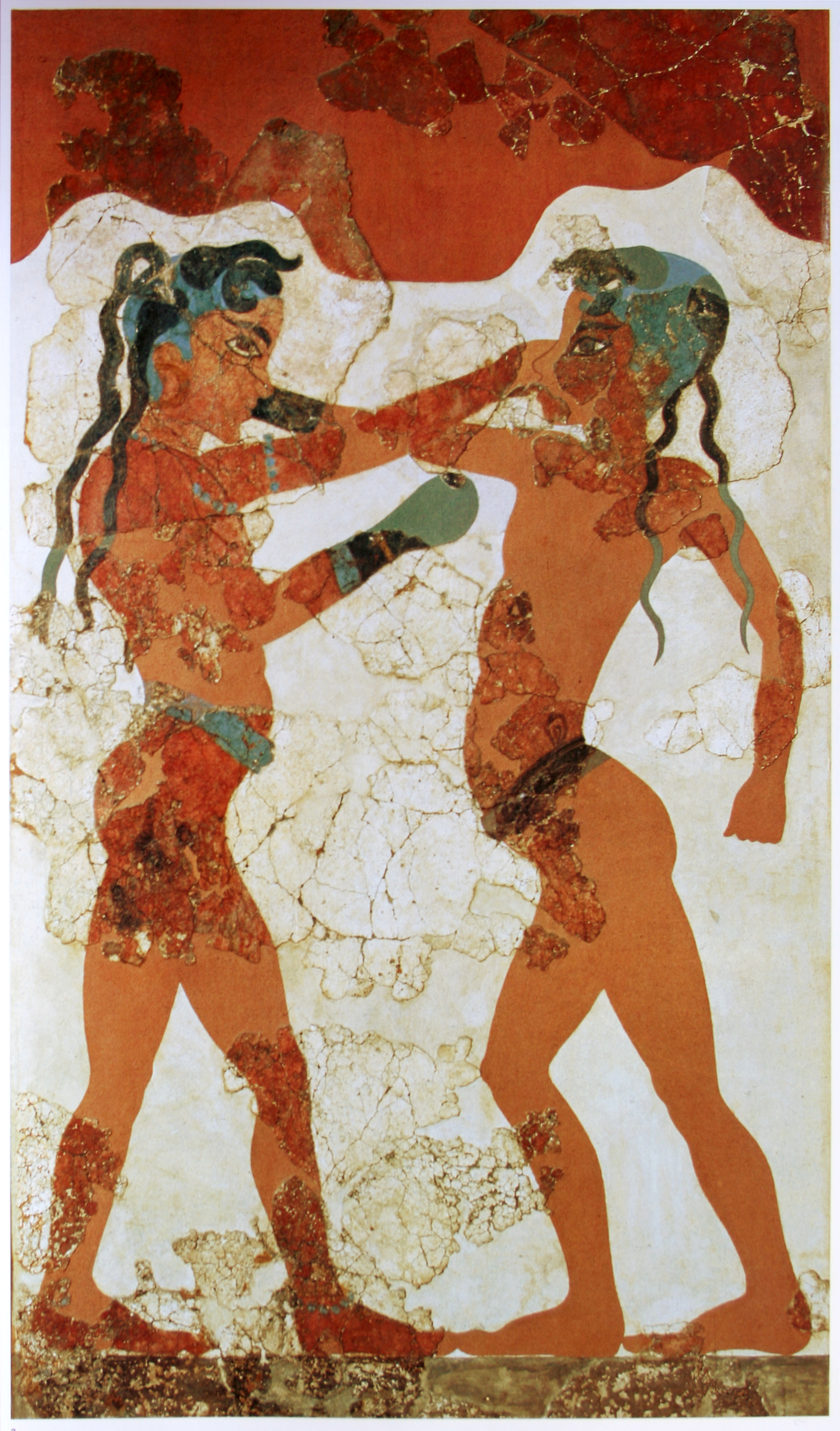
دستکش در عصر برنز

استفاده از دستکش قدمتی چند هزار ساله دارد. مشت‌زنان مصر باستان در چهارهزار سال پیش از میلاد از نوع خاصی از دستکش بوکس بهره می‌برده‌اند. در ایران باستان نیز به دلایل بهداشتی و طبق دستور وندیداد، برای شستشوی جنازه مردگان خود از دستکش استفاده می‌نموده‌اند.
در اودیسه هومر و تاریخ هرودوت اشاره‌هایی به کاربرد دستکش شده است. در قرون اولیه میلادی با افزودن قطعات فلزی به دستکش‌های چرمی، از دستکش به عنوان نوعی سلاح مرگبار استفاده می‌شده است. در طول قرن سیزدهم میلادی دستکش به عنوان پوشاک تزئینی برای خانم‌ها بکار می‌رفته است. پیش از آن و در قرن یازدهم، پادشاهان و اسقفها از دستکش به عنوان بخشی از پوشش سلطنتی یا مذهبی خود استفاده می‌کرده‌اند.

## کاربردها

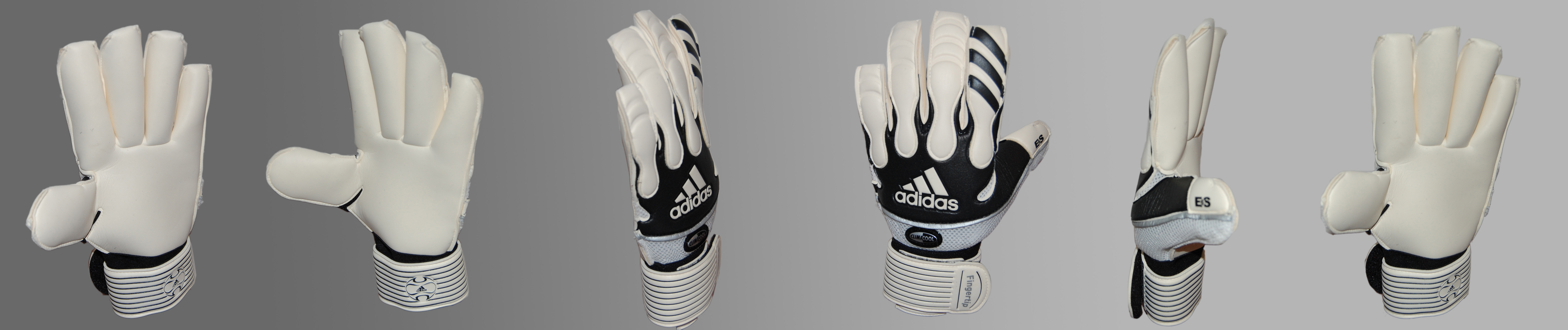
دستکش دروازه‌بانان فوتبال از زوایای گوناگون

دستکش‌ها به منظور محافظت دست در برابر سرما یا گرما، محافظت در برابر سایش، آفتاب سوختگی، ضربه، مواد شیمیایی یا آلودگی و به‌طور کلی محافظت دست از هر اثر خارجی که برای دست مضر است بکار می‌روند. گاهی جنایتکاران برای جلوگیری از باقی گذاشتن اثر انگشت از دستکش استفاده می‌کنند. گاهی نیز پلیس جنایی هنگام حضور در صحنه جرم و به منظور اجتناب از محو آثار جرم توسط دست از دستکش استفاده می‌کند.

## دستکش‌های زنانه

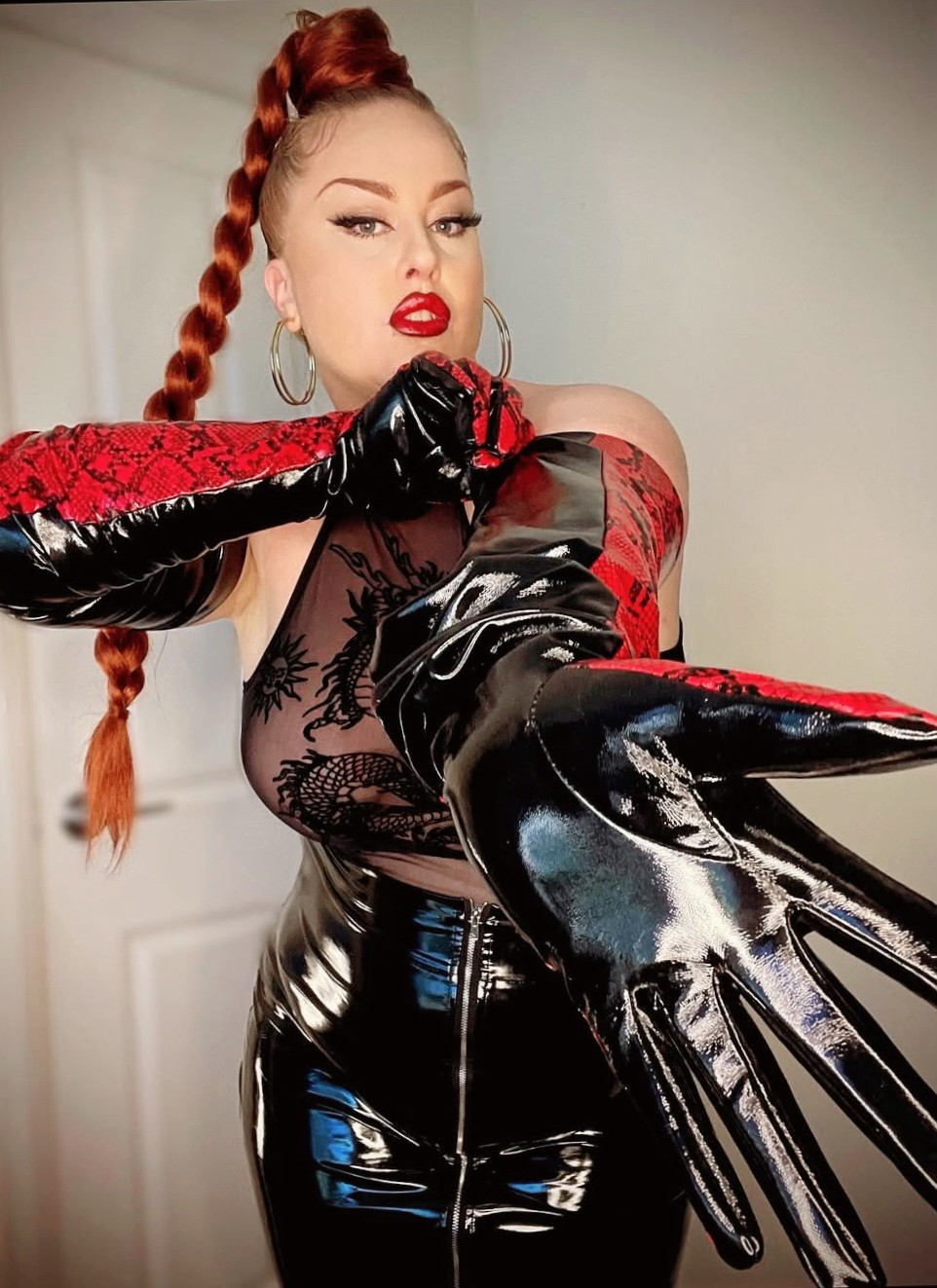
نمایی از دستکش بلند زنانه

دستکش زنانه، پوششی است که برای محافظت از دست‌ها یا به‌عنوان بخشی از مد و زیبایی به کار می‌رود. این پوشاک از دیرباز در فرهنگ‌های گوناگونی هم به‌عنوان پوششی کاربردی و هم به‌عنوان نمادی از جایگاه اجتماعی یا زیبایی‌شناسی، مورد بهره‌برداری قرار گرفته است. دستکش‌های زنانه به‌طور معمول از موادی مانند چرم، پارچه، لاتکس، ابریشم یا توری ساخته می‌شوند و بسته به کاربردشان، دیزاین، طول و جنس متفاوتی دارند. در میان زنان، دستکش‌ها نه‌تنها کارکرد مد داشته‌اند، بلکه به ابزاری برای نمایش هویت، زیبایی و حتی قدرت تبدیل شدند.

### دستکش‌های زنانه و زیبایی
دستکش‌های زنانه از قرن‌های گذشته به‌عنوان یکی از عنصرهای کلیدی در مد و نمایش زیبایی زنان شناخته شده‌اند. در اروپا، به‌ویژه در دوره رنسانس و عصر ویکتوریایی، دستکش‌های بلند و ظریف از جنس ابریشم یا توری، بخشی جدایی‌ناپذیر از پوشاک رسمی زنان اشرافی بود. این دستکش‌ها که بیشتر تا آرنج یا حتی شانه امتداد داشتند، نه‌تنها دست‌ها را از دید همگان پنهان می‌کردند، بلکه به‌عنوان نمادی از لطافت، ظرافت زنانه و طبقهٔ اجتماعی بالا تلقی می‌شدند. بهره‌برداری از دستکش‌های بلند در جشن‌های رسمی، رقص‌ها و تئاترها، به زنان اجازه می‌داد تا با جنبش دست، جذابیت و وقار خود را به نمایش بگذارند.
در سدهٔ بیستم، با پیدایش صنعت مد مدرن، دستکش‌های زنانه به نمادی از زیبایی کلاسیک تبدیل شدند. دیزاینرهای برجسته‌ای مانند کریستین دیور و کوکو شنل از دستکش‌ها برای تکمیل مجموعه‌های خود بهره‌گیری کردند و آن‌ها را به ابزاری برای تأکید بر زنانگی و استایل تبدیل نمودند. دستکش‌های کوتاه مچی، مناسب برای روزمره، و مدل‌های بلند تا آرنج، مناسب برای جشن‌ها و آیین‌های شبانه، بسته به موقعیت، جلوه‌ای از سادگی یا شکوه را به ظاهر زنان می‌افزودند. این گوناگونی در طراحی، دستکش زنانه را به یکی از اندک اکسسوری‌هایی تبدیل کرد که هم کاربردی بود و هم بیانگر شخصیت.

### دستکش‌های توری زنانه
دستکش‌های توری، زیرمجموعه‌ای از دستکش‌های زنانه، به دلیل ظرافت و طراحی باز خود، جایگاه ویژه‌ای در تاریخ مد دارند. این دستکش‌ها که به‌طور معمول از توری‌های نازک و طرح‌دار بافته می‌شدند، در قرن‌های هجدهم و نوزدهم به اوج محبوبیت رسیدند. زنان اشرافی و ثروتمند از این دستکش‌ها برای تأکید بر شکنندگی ظاهری و زیبایی دست‌های خود استفاده می‌کردند. دستکش‌های توری بیشتر کوتاه بودند و تا مچ یا کمی بالاتر امتداد داشتند، اما در برخی موارد، مدل‌های بلندتر نیز برای پوشاک شب و عروسی طراحی می‌شدند. این دستکش‌ها، به دلیل شفافیت پارچه، تضاد زیبایی میان پوست و توری ایجاد می‌کردند و جلوه‌ای از لطافت و زنانگی را به نمایش می‌گذاشتند.
در دوران مدرن، دستکش‌های توری همچنان در مد و پوشش عروسی و لباس‌های نمایشی کاربرد دارند. طراحان معاصر گاهی از این دستکش‌ها برای ساخت نمایی نوستالژیک یا رمانتیک بهره‌گیری می‌کنند. این گونه دستکش، به دلیل سبکی و انعطاف‌پذیری، گزینه‌ای پرهوادار برای موقعیت‌هایی است که زنان می‌خواهند زیبایی طبیعی دست‌ها را با تزئینات ظریف در هم آمیزند.

### دستکش و فمدام (سلطه‌گری زنان)
در فرهنگ امروزی، دستکش‌ها گاهی در زمینه‌هایی فراتر از مد سنتی، مانند خرده‌فرهنگ فمدام، به کار گرفته می‌شوند. فمدام به مفهوم سلطه‌گری زنان در روابط یا نمایش‌های نمادین اشاره دارد و دستکش در این زمینه بیشتر به‌عنوان ابزاری برای تقویت حس قدرت و کنترل زن استفاده می‌شود. دستکش‌های بلند از جنس چرم یا لاتکس، به‌ویژه در رنگ‌های تیره مانند سیاه یا قرمز تیره، به دلیل نمای قاطع و جذابشان، به نمادی از اقتدار و تسلط تبدیل شده‌اند. در این خرده‌فرهنگ، دستکش نه تنها به‌عنوان یک اکسسوری بصری، بلکه به‌عنوان بخشی از آیین‌ها و نمایش‌های قدرت به کار می‌رود. بهره‌گیری از دستکش در چنین زمینه‌هایی ریشه در تاریخچه طولانی آن به‌عنوان نماد جایگاه و کنترل دارد که از اشراف‌زادگان گذشته به مفاهیم مدرن منتقل شده است.

### فیستینگ
در برخی زیرشاخه‌های فمدام و فرهنگ‌های مرتبط، دستکش‌های لاتکس یا چرمی در کنش‌های جنسی مانند فیستینگ نیز نقش دارند. فیستینگ، که به استفاده از دست برای نفوذ در بدن اشاره دارد، بیشتر توسط زنان با دستکش‌های ویژه انجام می‌شود تا هم از نظر بهداشتی ایمن باشد و هم حس قدرت و کنترل را تقویت کند. دستکش‌های لاتکس، به دلیل خاصیت کشسانی و سطح صافشان، گزینه‌ای رایج در این زمینه هستند، در حالی که دستکش‌های چرمی به دلیل بافت محکم و حس سنگین‌ترشان، جلوه‌ای از سلطه و جدیت را به همراه دارند. در این کاربرد، دستکش به‌عنوان ابزاری دوگانه عمل می‌کند؛ از یک سو، کارکردی عملی دارد و از سوی دیگر، به بخشی از نمایش قدرت تبدیل می‌شود. زنان در این موقعیت‌ها از دستکش برای تأکید بر اقتدار فیزیکی و روانی خود استفاده می‌کنند. رنگ‌های تیره و براق، مانند مشکی یا شرابی، همراه با طراحی‌های بلند تا آرنج یا حتی شانه، این حس را تشدید می‌کنند و دستکش را به نمادی از تسلط تبدیل می‌سازند.

## گونه‌ها
دستکش‌ها به‌طور معمول برای هر انگشت غلاف جداگانه دارند. ولی در گونه‌هایی از آنان، چنین غلافی به چشم نمی‌خورد. اینگونه دستکش‌ها به دلیل سطح خارجی کمتر، به‌طور معمول دست را گرم‌تر نگه می‌دارند.
برخی دیگر از گونه‌های دستکش‌ها، هرگز انگشتان را پوشش نمی‌دهند. چنین دستکش‌هایی برای آزادی انگشتان ضمن محافظت از کف و روی دست کاربرد دارند. در برخی از ورزش‌ها مانند دوچرخه‌سواری یا قایق‌رانی از چنین دستکش‌هایی بهره‌گیری می‌کنند. بیشترین بهره‌گیری از دستکش ورزشی در ورزش‌های رزمی دیده می‌شود.
دستکش‌ها ممکن است از مواد گوناگونی مانند پارچه، تریکو، پشم، چرم، نایلون، لاتکس و حتی فولاد ساخته شده‌باشند. دستکش‌های دو انگشتی و ۵ انگشتی، دستکش‌های دو لایه و تک لایه، دستکش‌های ضدآب و پلار و … انواع دیگری از دستکش‌ها هستند. در کوهنوردی بنا به روش صعود زمستانه یا تابستانه، کوهگشت، دما و رطوبت محل اجرای برنامه از گونه‌های بسیاری بهره‌گیری می‌شود. گونهٔ تک‌لایهٔ آن به‌طور معمول در هر ضخامتی از جنس پلار است (حتی در انواع مارکدار کمپ، ماموت و…) و در گونهٔ دولایه بر این دستکش پلار روکشی جداگانه از جنس گورتکس اضافه می‌شود (در حقیقت ۲جفت دستکش خریداری می‌کنید). در گونهٔ ۲ انگشتی نگهداری گرمای دست بهتر انجام می‌گیرد. در کل لایه گورتکس هم از دید جنس خودش و هم روش دوختش (با چسب مخصوص درزها را ضدآب می‌کنند) ضدآب شمرده می‌شوند.
امروزه دستکش‌های صنعتی نیز کاربرد فراوانی یافته‌اند.